# شن جون (جودوکار)
شن جون (انگلیسی: Shen Jun؛ زادهٔ ۹ مهٔ ۱۹۷۷) جودوکار زن اهل چین بود. وی در بازی‌های المپیک تابستانی ۲۰۰۰ شرکت کرده‌است.